# کریس گریگ
کریس گریگ (به انگلیسی: Chris Grigg) (زاده ۶ ژوئیه ۱۹۵۹) کارآفرین، بانکدار و مدیر ارشد اجرایی بریتانیایی است، که در حال حاضر به‌عنوان مدیر عامل اجرایی شرکت بریتیش لند فعالیت می‌کند.